# Jan-Peter Tewes
Jan-Peter Tewes (Mülheim an der Ruhr, 26 november 1968) is een voormalig hockeyer uit Duitsland, die speelde als verdediger. Met de Duitse nationale hockeyploeg nam hij tweemaal deel aan de Olympische Spelen (1992 en 1996). 
Bij zijn olympische debuut, in 1992 in Barcelona, won Tewes de gouden medaille met de Duitse ploeg, die destijds onder leiding stond van bondscoach Paul Lissek. Tewes speelde 190 interlands voor zijn vaderland in de periode 1989-1999.
In clubverband kwam hij het grootste deel van zijn carrière uit voor Uhlenhorst Mülheim. Met deze club won hij de Duitse landstitel in 1988, 1990, 1991, 1994 en 1995. Van 1988 tot 1996 sleepte deze club negen keer de Europacup I in de wacht. Zijn één jaar oudere broer Stefan was eveneens hockeyinternational.

## Erelijst
- 1990 –  Champions Trophy in Melbourne
- 1992 –  Champions Trophy in Karachi
- 1992 –  Olympische Spelen in Barcelona
- 1994 –  Champions Trophy in Lahore
- 1995 –  Champions Trophy in Berlijn
- 1996 – 4e Olympische Spelen in Atlanta
- 1996 –  Champions Trophy in Chennai
- 1997 –  Champions Trophy in Adelaide

Andreas Becker · 
Christian Blunck · 
Carsten Fischer · 
Volker Fried  · 
Michael Hilgers · 
Andreas Keller · 
Michael Knauth · 
Oliver Kurtz · 
Christian Mayerhöfer · 
Sven Meinhardt · 
Michael Metz · 
Klaus Michler · 
Christopher Reitz · 
Stefan Saliger · 
Jan-Peter Tewes · 
Stefan Tewes · 
Coach: Paul Lissek
Christoph Bechmann · 
Andreas Becker · 
Patrick Bellenbaum · 
Christian Blunck · 
Oliver Domke · 
Björn Emmerling · 
Carsten Fischer · 
Volker Fried · 
Michael Green · 
Michael Knauth · 
Christian Mayerhöfer · 
Sven Meinhardt · 
Klaus Michler · 
Christopher Reitz · 
Stefan Saliger · 
Jan-Peter Tewes · 
Coach: Paul Lissek